# Edna Rocío
Edna Rocío es una cantante y actriz colombiana, reconocida por haber ganado la Gaviota de Plata en el Festival de la Canción de Viña del Mar en 1989 y por figurar en producciones para televisión en las décadas de 1980 y 1990.

## Carrera
Su carrera musical inició en 1982 cuando ocupó el primer lugar en el programa Estrellas juveniles. Más tarde volvió a coronarse en otro programa de concurso, titulado Usted elige.
En 1986 grabó su primer disco larga duración, titulado Cobarde. Tres años después obtuvo reconocimiento internacional al ganar la Gaviota de Plata en el Festival de la Canción de Viña del Mar con su canción «Te propongo», compuesta por Fernando Garavito. Este hecho impulsó su carrera, llevándola a interpretar el papel de Rosa Canela Solaz en la popular telenovela Azúcar, emitida por RCN Televisión entre 1989 y 1991. En 1992 interpretó el papel de Cachita en la telenovela La mujer doble y un año después personificó a Judith Ocampo en la serie de televisión juvenil Fiebre, en una de sus actuaciones más recordadas en la televisión colombiana.
En 1995 publicó un nuevo álbum de estudio, titulado Vivir peligrosamente. Poco tiempo después se radicó en los Estados Unidos. En la década de 2010 regresó a Colombia, donde retomó sus estudios de licenciatura y se convirtió en docente de idioma extranjero, sin abandonar su carrera musical en la agrupación Vox Populi.

## Discografía seleccionada
- 1986 - Cobarde
- 1990 - O todo o nada
- 1993 - Fiebre
- 1995 - Vivir peligrosamente

## Filmografía destacada
- 1989 - Azúcar... Rosa Canela Solaz
- 1992 - La mujer doble... Cachita
- 1993 - Fiebre... Judith Ocampo
- 1995 - Padres e hijos